# سوني ساندرز
سوني ساندرز (بالإنجليزية: Sonny Sanders)‏ هو موسيقي وكاتب أغاني ومنتج أسطوانات أمريكي، ولد في 6 أغسطس 1939 في شيكاغو في الولايات المتحدة، وتوفي في 12 أكتوبر 2016.

## روابط خارجية
- ويليام ساندرز على موقع IMDb (الإنجليزية)
- ويليام ساندرز على موقع ميوزك برينز (الإنجليزية)
- ويليام ساندرز على موقع ديسكوغز (الإنجليزية)
- ويليام ساندرز على موقع قاعدة بيانات الفيلم (الإنجليزية)